# وشنام دري
وشنام دري (بالفارسية: وشنام دری) هي قرية تقع في البلدة المركزية في إيران. يقدر عدد سكانها بـ 665 نسمة بحسب إحصاء 2016.